# Уестминстър (район в Лондон)
Вижте пояснителната страница за други значения на Уестминстър.
Градът на Уестминстър (на английски: City of Westminster) е район на Лондон, заемащ по-голямата част от централната част на града.
Разположен е западно от Лондонското Сити и на изток от район Кенсингтън и Челси, а южната му граница е река Темза.